# Rauf Denktaş
Rauf Denktaş (Pafos, 27 de enero de 1924-Nicosia, 13 de enero de 2012) fue un líder turco-chipriota y presidente de la autoproclamada República Turca del Norte de Chipre (en turco: Kuzey Kıbrıs Türk Cumhuriyeti - KKTC). Experimentó de primera mano, los momentos más definitorios de la historia moderna chipriota que han moldeado las relaciones turco y greco-chipriotas.
Fue el segundo vicepresidente de la incipiente República de Chipre, sucediendo al primer Vicepresidente histórico, Fazıl Küçük, asumiendo el 18 de marzo de 1973. Sin embargo, debió abandonar el cargo debido al golpe de Estado consumado el 15 de julio de 1974 contra el presidente Makarios III y sin haberse designado un sucesor hasta la fecha.
Debido a su ascendencia turca y una vez producida la fractura de Chipre, se convirtió en el primer presidente de la proclamada República Turca del Norte de Chipre en 1983. Sin embargo, su tarea de representar a la comunidad turca en la isla comenzó en 1948, durante el Gobierno Colonial Británico, cuando fue elegido para el Comité Consultivo para el logro de la independencia. 

## Primeros años y carrera
Denktaş nació en Paphos hijo del juez Raif Mehmet Bey y Emine Hanim, turcochipriotas. Se graduó en Escuela Británica de Lefkosia. Después de graduarse, trabajó como traductor en Famagusta, luego como secretario judicial y luego como profesor durante un año en The English School. Más tarde viajó a Estambul y Londres,  formándose primero como profesor y luego como abogado en Lincoln's Inn. Se graduó en 1947 y regresó a su país para ejercer la abogacía.
En 1948, Denktaş fue miembro de la Asamblea Consultiva en busca del autogobierno de Chipre y se convirtió en miembro del Comité de Asuntos Turcos. Fue fiscal de la Corona entre 1949 y 1958.

## 1957-1999
En 1957, Denktaş desempeñó un papel principal en la fundación de la Organización de Resistencia Turca (TMT), que se formó para resistir la lucha de la EOKA por proclamar la Enosis (unión con Grecia) y trabajó por la partición de Chipre. En 1958 asistió a la Asamblea General de la ONU en representación de los turcochipriotas, y en diciembre de ese año asesoró al gobierno turco sobre los derechos de los turcochipriotas durante la preparación de los Acuerdos de Londres y Zúrich (firmados el 19 de febrero de 1959). En 1960, Chipre se independizó de Gran Bretaña y se estableció la República de Chipre.Denktaş fue elegido Presidente de la Cámara Comunal Turca.
En noviembre de 1963, el presidente Makarios entregó para su revisión a Turquía, Grecia y Gran Bretaña un documento con una serie de enmiendas constitucionales destinadas a flexibilizar los derechos adquiridos por los turcochipriotas en nombre del "funcionamiento del Estado". En diciembre de 1963, comenzó la acción paramilitar contra los turcos, tras la cual los turcochipriotas se retiraron por la fuerza del gobierno. Tras estos acontecimientos, Denktaş fue a Ankara para consultas con el gobierno turco. Los líderes grecochipriotas le prohibieron volver a la isla en los años 1964-68 debido a su implicación con el TMT. En las elecciones a la vicepresidencia de 1973 reemplazó a Fazıl Küçük.
Después del golpe militar ultranacionalista griego del 15 de julio de 1974 en Chipre, temiendo por la seguridad de la población turcochipriota, Turquía invadió unilateralmente desembarcando tropas en la costa norte de Chipre. Durante la operación militar cayó la dictadura dirigida por Nikos Sampson y comenzaron las disputas políticas. Al cabo de tres semanas, Turquía siguió avanzando en la operación militar. El ejército turco tomó el control del 37% de la isla cuando completó su segundo avance el 14 de agosto de 1974 y llegó a Famagusta. Posteriormente, Denktaş fue elegido presidente de la asamblea legislativa en 1975, y luego presidente del Estado Federado Turco de Chipre en 1976 y para un segundo mandato en 1981.
Desempeñó un papel clave en la Declaración Unilateral de Independencia de la República Turca del Norte de Chipre de 1983 y fue elegido Presidente de la República Turca del Norte de Chipre (TRNC) en 1985, 1990, 1995 y 2000.
La TRNC no ha sido reconocida por ningún otro Estado excepto Turquía. Denktaş había sido el principal negociador de los turcochipriotas en las conversaciones de paz auspiciadas por las Naciones Unidas desde 1968.

## Carrera posterior
En el año 2000, el deseo tanto de Chipre como de Turquía de unirse a la UE hizo que se renovaran los esfuerzos para alcanzar un acuerdo. En 2002 hubo grandes manifestaciones en el norte de Chipre de turcochipriotas que exigían la reunificación de la isla, lo que les daría la ciudadanía de la UE cuando Chipre se uniera a la UE en 2004.
En febrero de 2004, Denktaş se embarcó en una nueva ronda de conversaciones con los grecochipriotas, auspiciadas por la ONU y encaminadas a la reunificación de Chipre. Al final, al igual que el Presidente grecochipriota Tassos Papadopoulos, se opuso a la versión final de la propuesta de acuerdo redactada bajo la autoridad del Secretario General de la ONU, Kofi Annan (el Plan Annan), que fue votada por las dos comunidades chipriotas en un referéndum celebrado el 24 de abril de 2004. El plan fue aceptado por el 65% de la comunidad turca, pero rechazado por una gran mayoría de los griegos.
El 14 de mayo de 2004, Denktaş anunció que no se presentaría a un quinto mandato como presidente de la TRNC en las próximas elecciones. Su mandato como presidente llegó a su fin tras la elección del 17 de abril de 2005 de Mehmet Ali Talat, quien asumió formalmente el cargo el 25 de abril.

## Vida personal y premios.
Los pasatiempos favoritos de Denktaş eran la fotografía y la escritura. Sus fotografías han sido expuestas en Estados Unidos, Reino Unido, Australia, Italia, algunas de las antiguas repúblicas de la Unión Soviética, Polonia, Austria y Turquía. Ha escrito unos cincuenta libros en inglés y turco. Entre los años 1949 y 1957 escribió numerosos artículos para el periódico Halkın Sesi ("La Voz del Pueblo"), publicado por Fazıl Küçük, primer vicepresidente de la República de Chipre y líder de la lucha de libertad de los turcochipriotas.
Denktaş ha recibido numerosos premios y doctorados honoris causa otorgados por varias universidades de Turquía, el norte de Chipre y Estados Unidos. Estuvo casado con Aydın Denktaş (1933-2019) durante 63 años y tuvo tres hijos y tres hijas. Perdió una hija a los tres años, un hijo, Raif, en un accidente de tráfico y otro hijo en una amigdalectomía. Su hijo superviviente, Serdar Denktaş, también es político y, a partir de 2019, líder del Partido Democrático Turcochipriota.

## Enfermedad, muerte y funeral
La salud de Denktaş se deterioró gradualmente a lo largo de la década de 2000. Tenía una enfermedad cardíaca y el 25 de mayo de 2011 sufrió un derrame cerebral.  Murió el 13 de enero de 2012 por insuficiencia orgánica múltiple en el Hospital Universitario del Cercano Oriente de Nicosia. El norte de Chipre declaró siete días de luto, mientras que Turquía declaró cinco días. Su funeral se celebró el 17 de enero y contó con miles de asistentes. Fue enterrado en el Parque Cumhuriyet ("Parque de la República").

## Libros de Denktaş
- Saadet Sırları – Secrets of Happiness, 1941
- Ateşsiz Cehennem – Hell without Fire, 1944
- Criminal Cases, 1953–54
- A Handbook of Criminal Cases, 1955
- 12'ye 5 Kala – 5 to 12, 1964–66
- The Cyprus Problem, 1968
- The Akritas Plan, 1968
- A Short Discourse on Cyprus, 1972
- Gençlerle Başbaşa – Alone with Youngsters, 1981
- The Cyprus Triangle, 1982
- Gençlerle Hasbihal – Conversation with the Youth, 1982
- Cyprus Problem in a Nutshell, 1983
- Gençlere Öğütler – Advice to the Youth, 1985
- Kadın ve Dünya – Woman and The World, 1985
- Kuran'dan İlhamlar – Inspiration from The Qur'an, 1986
- İmtihan Dünyası – A World of Examination, 1986
- Yarınlar İçin – For Tomorrow, 1986
- UN Speeches on Cyprus, 1986
- Seçenekler ve Kıbrıs Türkleri – The Options and The Turkish Cypriots, 1986
- Cyprus, An Indictment and Defence, 1987
- The Cyprus Problem 23rd Year, 1987
- My Vision for Cyprus, 1988
- Atatürk, Din ve Laiklik – Atatürk, Religion and Laïcité, 1989
- Gençlerle Sohbet – Discussion with Youth, 1990
- Kıbrıs'ta Bitmeyen Kavga – Unending Fight in Cyprus, 1991
- Kıbrıs Davamız – Our Cyprus Issue, 1991
- İlk Altı Ay – The First Six Months, 1991
- What is the Cyprus Problem, 1991
- A Challenge on Cyprus, 1990–91
- Denktaş As A Photographer, Images From Northern Cyprus, 1991
- The Cyprus Problem and the Remedy, 1992, Nicosia (Lefkoşa)
- From My Album, 1992
- O Günler – Those days, 1993, Nicosia
- Images From Northern Cyprus, 1993
- Vizyon – The Vision, 1994, Nicosia
- Kapılar – The Doors, 1995, Nicosia
- Observations on the Cyprus Dispute, 1996
- Kıbrıs Meselesinde Son Durum – The Latest Situation in Cyprus Issue, 1996, Nicosia
- Rum Yunan İkilisi: İstenmeyen Cumhuriyetten Nereye? – Cypriot Greek Duo: Where to from the Unwanted Republic, 1996, Nicosia
- Karkot Deresi – Karkot Stream, 1996
- Rauf Denktaş'ın Hatıraları, 1964–74, I. cilt (1964) – Memoirs of Rauf Denktaş, 1964–74, volume I (1964), 1996
- Rauf Denktaş'ın Hatıraları, 1964–74, II. cilt (1965), 1997
- Rauf Denktaş'ın Hatıraları, 1964–74, III. cilt (1966), 1997
- Rauf Denktaş'ın Hatıraları, 1964–74, IV. cilt (1967), 1997
- Rauf Denktaş'ın Hatıraları, 1964–74, V. cilt (1968), 1997
- Rauf Denktaş'ın Hatıraları, 1964–74, VI. cilt (1969), 1997
- Rauf Denktaş'ın Hatıraları, 1964–74, VII. cilt (1970), 1997
- Kalbimin Sesi – The voice of my heart, 1997
- In Search of Justice, 1997
- Rauf Denktaş'ın Hatıraları, 1964–74, VIII. cilt (1971–72), 1998
- Rauf Denktaş'ın Hatıraları, 1964–74, IX. cilt (1973–74), 1999
- Hatıralar, Toplayış, X. cilt – Memoirs, Putting It Together, vol X, 2000  Nota: La traducción de los títulos en turco no es necesariamente el título real en inglés.

## Datos
- 1957: Jefe de la Asociación Turco - Chipriota.
- 1958: Participa de la Asamblea General de Naciones Unidas en nombre de los Turco - chipriotas.
- 1958: Asesora al Gobierno Turco sobre los derechos de los Turco-Chipriotas durante la preparación del Acuerdo de Zúrich en diciembre de 1958.
- Febrero de 1959: Líder de la delegación Turco - chipriota para la Conferencia de Londres donde se estableció un estado bi-comunal garantizado por Turquía, Grecia y Gran Bretaña.
- 1959-1960: Encabeza la delegación Turco - chipriota al comité redactor de la Constitución Chipriota.
- 1960: Electo Presidente de la Cámara Comunal Turco - chipriota.
- 1964-1968: Proscrito por cuatro años luego del colapso del gobierno Inter.-comunal.
- 1968: Asume el cargo de Presidente de la cámara comunal Turca y Vicepresidente de la Administración Turco-chipriota.
- 1968 - 1974: Interlocutor en las conversaciones intercomunales.
- 1970: Reelegido presidente de la Cámara Comunal Turco – chipriota.
- 1973: Elegido Vicepresidente de la República y Presidente de la Administración Turco-chipriota.
- 1975: Forma el Partido de Unidad Nacional
- 1976: Elegido Presidente del Estado Federado de Chipre
- 1985: Elegido Presidente de la República Turca de Chipre del Norte.
- 1990: Reelegido
- 1995: Reelegido
- 2000: Reelegido.
- 2005: Deja el cargo y es sucedido por Mehmet Ali Talat.
- 2012: Muere a la edad de 87 años en un hospital de Nicosia, Chipre del Norte, dos semanas antes de su 88 cumpleaños.

## Grados
- PhD Honorario, Universidad Técnica de Medio Oriente (Ortadoğu Teknik Üniversitesi), Ankara, 1984.
- Doctor Honorario en Leyes de la Southern University, Washington D. C., 1989.
- PhD Honorario en Ciencias Políticas de la Universidad del Mediterráneo Oriental, República Turca de Chipre del Norte, 1990.
- PhD honorario sobre Desarrollo Económico y Relaciones Internacionales de la Universidad Técnica del Mar Negro (Karadeniz Teknik Üniversitesi), 10 de mayo de 1991.

## Otras lecturas
- Pierre Oberling, The Road to Bellapais (1982)
- Tozun Bahcheli, Greek-Turkish Relations since 1955 (1990)
- Kyriacos Markides, The Rise and Fall of the Cyprus Republic (1977)
- Rauf Denktash, The Cyprus Triangle (London, 1982)
- Yvonne Cerkez, Rauf Denktas A Private Portrait (2014)